# Universiteit van Liepāja
De Universiteit van Liepāja (Liepājas Universitāte, afgekort tot LiepU) is een Letse universiteit die zich bevindt in de stad Liepāja. De universiteit werd gesticht in 1954 onder de naam Pedagogisch Instituut Liepāja. Op 16 juli 2008 werd de naam gewijzigd naar de huidige. Het is een van de oudste hogeronderwijsinstellingen in de historische regio Koerland.

## Faculteiten
De universiteit omvat vier faculteiten die samen meer dan 30 specifieke opleidingen aanbieden.
- Faculteit Letteren en kunst
- Faculteit Pedagogiek en Sociaal Werk
- Faculteit Management en Sociale Wetenschappen
- Faculteit Exacte Wetenschappen en Ingenieurswetenschappen